# 錀
錀，是一種人工合成的化學元素，其化學符號为Rg，原子序數为111。錀是一種放射性極強的超重元素及錒系後元素，不出現在自然界中，只能在實驗室內以粒子加速器少量合成。所有錀同位素的半衰期都很短，非常不穩定，其最重也最長壽的已知同位素为錀-282，其半衰期约為130秒。未經證實的同位素錀-286可能具有更長的半衰期，約為10.7分鐘。目前科學家僅成功合成出极少量錀原子，德國達姆施塔特重離子研究所的研究團隊在1994年首次合成出錀元素，其名稱得自發現X射線的德國物理學家威廉·倫琴。除了基礎科學研究之外，錀沒有任何實際應用。
錀是元素週期表中11族的成員，所以其性质预计和同族元素金、银、铜类似，但也可能与它们有一定差异。由於錀沒有足夠穩定的同位素，因此目前未能通過化學實驗來驗證其是否具有金的更重同族元素的性質。

## 概论

### 超重元素的合成
超重元素的原子核是在两个不同大小的原子核的聚变中产生的。粗略地说，两个原子核的质量之差越大，两者就越有可能发生反应。由较重原子核组成的物质会作為靶子，被较轻原子核的粒子束轰击。两个原子核只能在距离足够近的时候，才能聚变成一个原子核。原子核都带正电荷，会因为静电排斥力而相互排斥，所以只有两个原子核的距离足够短时，强核力才能克服这个排斥力并发生聚变。粒子束因此被粒子加速器大大加速，以使这种排斥力与粒子束的速度相比变得微不足道。施加到粒子束上以加速它们的能量可以使它们的速度达到光速的十分之一。但是，如果施加太多能量，粒子束可能会分崩离析。
不过，只是靠得足够近不足以使两个原子核聚变：当两个原子核逼近彼此时，它们通常会融為一體约10−20秒，之後再分開（分開後的原子核不需要和先前相撞的原子核相同），而非形成单一的原子核。这是因为在尝试形成单个原子核的过程中，静电排斥力会撕开正在形成的原子核。每一对目标和粒子束的特征在于其截面，即两个原子核彼此接近时发生聚变的概率。这种聚变是量子效应的结果，其中原子核可通过量子穿隧效應克服静电排斥力。如果两个原子核可以在该阶段之后保持靠近，则多个核相互作用会导致能量的重新分配和平衡。
两个原子核聚变产生的原子核处于非常不稳定，被称为复合原子核的激发态。复合原子核为了达到更稳定的状态，可能会直接裂变，或是放出一些中子来带走激发能量。如果激发能量太小，无法放出中子，复合原子核就会放出γ射线来带走激发能量。这个过程会在原子核碰撞后的10−16秒发生，并创造出更稳定的原子核。原子核只有在10−14秒内不衰变，IUPAC/IUPAP联合工作小组才会认为它是化学元素。这个值大约是原子核得到它的外层电子，显示其化学性质所需的时间。

### 衰变和探测
粒子束穿过目标后，会到达下一个腔室——分离室。如果反应产生了新的原子核，它就会存在于这个粒子束中。在分离室中，新的原子核会从其它核素（原本的粒子束和其它反应产物）中分离，到达半导体探测器后停止。这时标记撞击探测器的确切位置、能量和到达时间。这个转移需要10−6秒的时间，因此原子核需要存在这么长的时间才能被检测到。若衰变發生，衰變的原子核被再次记录，并测量位置、衰变能量和衰变时间。
原子核的稳定性源自于强核力，但强核力的作用距离很短，随着原子核越来越大，强核力对最外层的核子（质子和中子）的影响减弱。同时，原子核会被质子之间，范围不受限制的静电排斥力撕裂。强核力提供的核结合能以线性增长，而静电排斥力则以原子序数的平方增长。后者增长更快，对重元素和超重元素而言变得越来越重要。超重元素理论预测及实际观测到的主要衰变方式，即α衰变和自发裂变都是这种排斥引起的。几乎所有会α衰变的核素都有超过210个核子，而主要通过自发裂变衰变的最轻核素有238个核子。有限位势垒在这两种衰变方式中抑制了原子核衰变，但原子核可以隧穿这个势垒，发生衰变。
放射性衰变中常产生α粒子是因为α粒子中的核子平均质量足够小，足以使α粒子有多余能量离开原子核。自发裂变则是由静电排斥力将原子核撕裂而致，会产生各种不同的产物。随着原子序数增加，自发裂变迅速变得重要：自发裂变的部分半衰期从92号元素铀到102号元素锘下降了23个数量级，从90号元素钍到100号元素镄下降了30个数量级。早期的液滴模型因此表明有约280个核子的原子核的裂变势垒会消失，因此自发裂变会立即发生。之后的核壳层模型表明有大约300个核子的原子核将形成一个稳定岛，其中的原子核不易发生自发裂变，而是会发生半衰期更长的α衰变。随后的研究发现预测存在的稳定岛可能比原先预期的更远，还发现长寿命锕系元素和稳定岛之间的原子核发生变形，获得额外的稳定性。对较轻的超重核素以及那些更接近稳定岛的核素的实验发现它们比先前预期的更难发生自发裂变，表明核壳层效应变得重要。
α衰变由发射出去的α粒子记录，在原子核衰变之前就能确定衰变产物。如果α衰变或连续的α衰变产生了已知的原子核，则可以很容易地确定反应的原始产物。因为连续的α衰变都会在同一个地方发生，所以通过确定衰变发生的位置，可以确定衰变彼此相关。已知的原子核可以通过它经历的衰变的特定特征来识别，例如衰变能量（或更具体地说，发射粒子的动能）。然而，自发裂变会产生各种分裂产物，因此无法从其分裂产物确定原始核素。

## 歷史

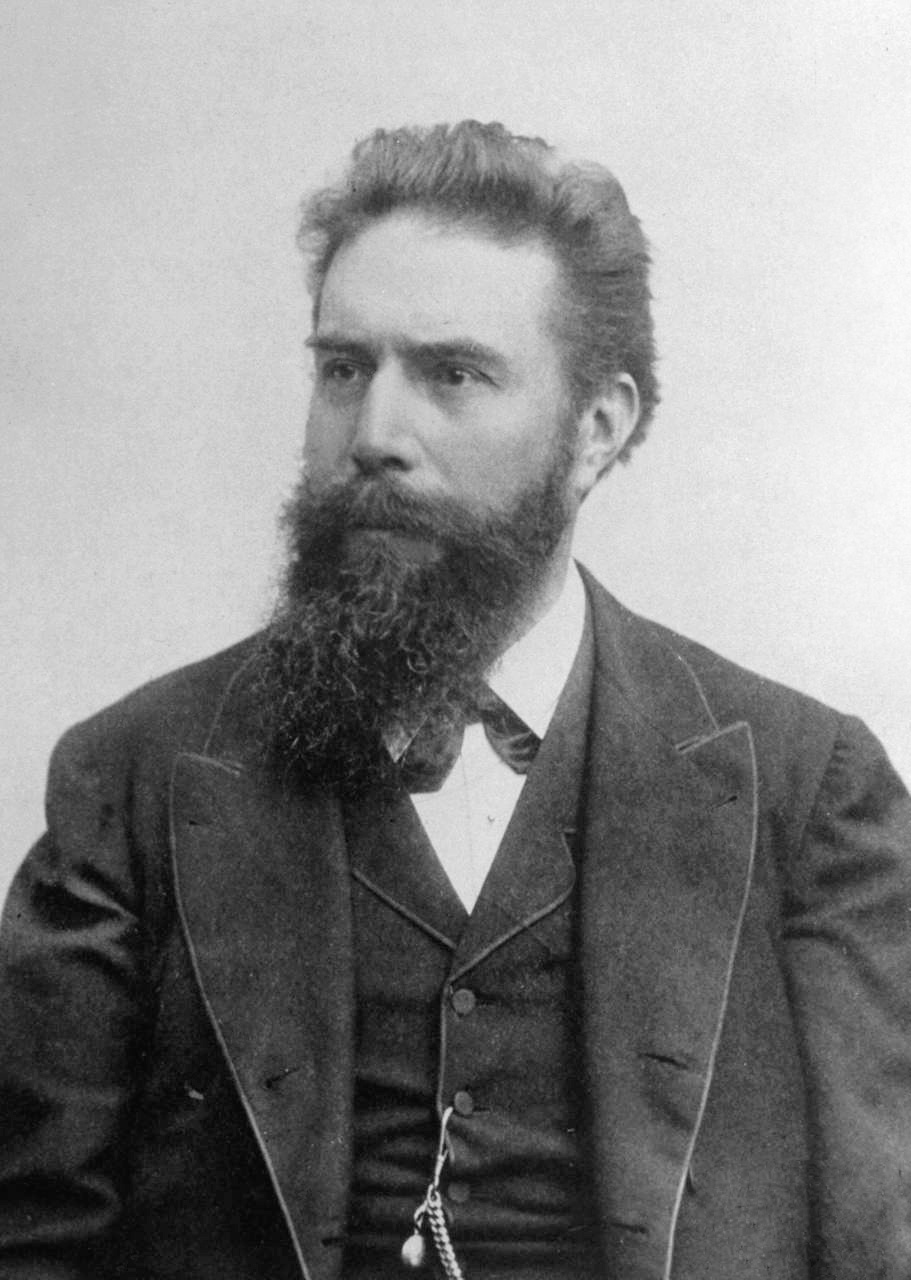
錀以发现X射线的科学家威廉·倫琴命名

### 发现
111号元素錀是由德国达姆施塔特的重离子研究所（GSI）于1994年12月8日，在粒子加速器内利用镍-64轰击铋-209合成的。这次实验成功产生了三粒272111原子：
{\displaystyle \,_{83}^{209}\mathrm {Bi} +\,_{28}^{64}\mathrm {Ni} \to \,^{272}\mathrm {111} \ +\,_{0}^{1}\mathrm {n} }
早在1986年，苏联的杜布纳联合原子核研究所就已经尝试过这个反应，但没有合成到272111原子。IUPAC/IUPAP聯合工作小組（JWP）在2001年時認為沒有足夠證據證明當時確實發現了111号元素。GSI的小組在2002年重複實驗，並再檢測到三粒原子。在他們2003年的報告當中，JWP決定承認GSI團隊對此新元素的發現。

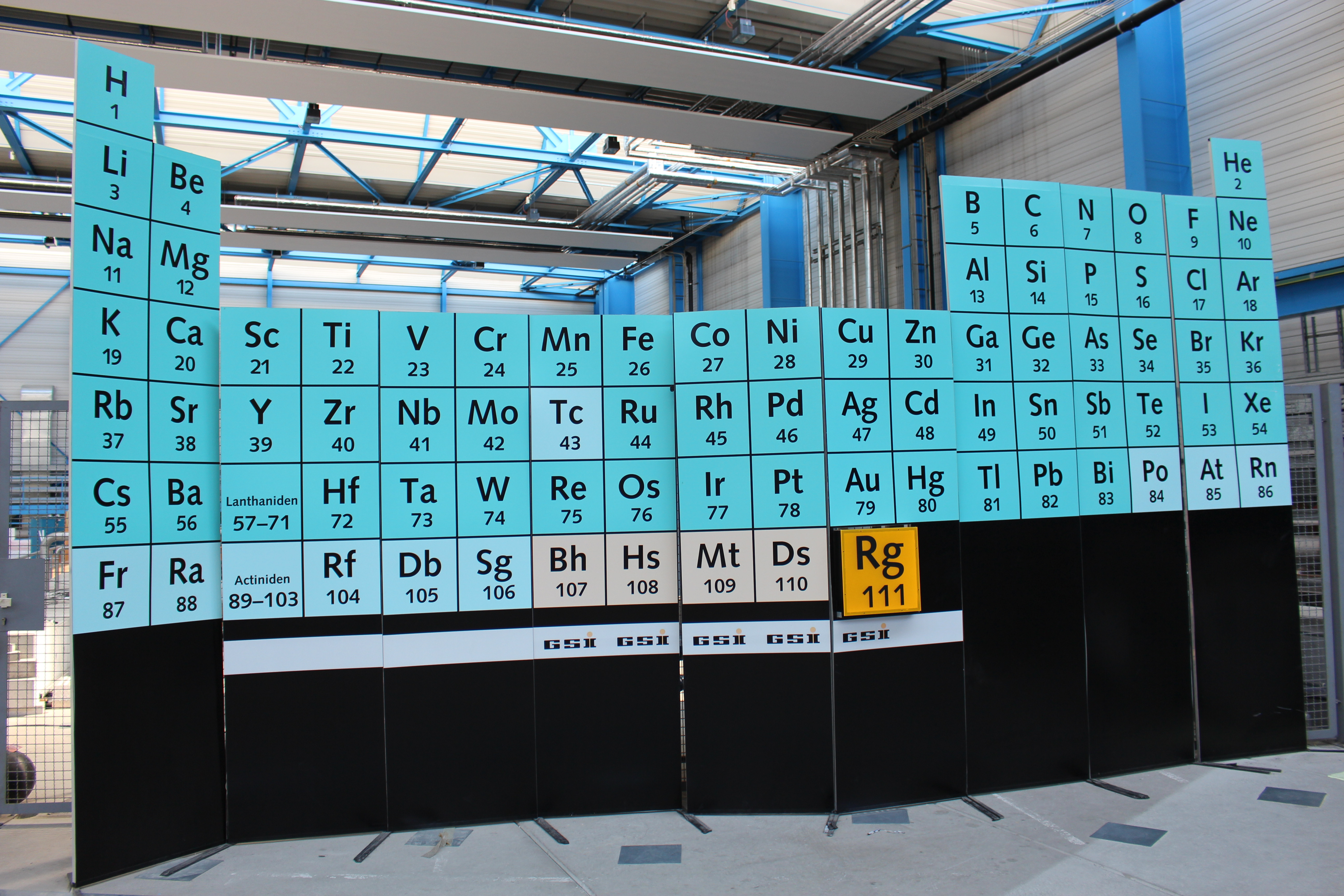
GSI介绍錀的发现时所用的背景板

### 命名
依照门捷列夫对有待命名或尚未发现的元素的命名法，111号元素应名为类金（英語：eka-gold）。1979年，IUPAC推出用于提供临时名称及代用元素符号的元素系统命名法。根据这套命名法，111号元素应称为，化学符号Uuu。尽管各级化学教科书都广泛使用IUPAC的命名，但行内的科学家却一般直接称它为“111号元素”，化学符号E111、(111)或111。
GSI于2004年提议把111号元素命名为，化学符号Rg，以纪念发现X射线的科学家威廉·倫琴。IUPAC于同年11月1日接受该提议。2005年，全国科学技术名词审定委员会提出第111号元素中文定名草案。2006年1月20日下午由全国科学技术名词审定委员会、国家语言文字工作委员会组织召开的第111号元素中文定名研讨会上，确定使用类推简化字（读音同“伦”），对应繁体字字，古意为一种金属。2007年3月21日，全国科学技术名词审定委员会公布这一结果，同时也宣布该命名已经得到国家语言文字工作委员会同意。

## 同位素與核特性
| 同位素 | 半衰期   | 半衰期 | 衰变方式 | 发现年份 | 发现方法      |
| 同位素 | 数值     | 来源   | 衰变方式 | 发现年份 | 发现方法      |
| ------ | -------- | ------ | -------- | -------- | ------------- |
| 272Rg  | 4.2毫秒  | [ 13 ] | α        | 1994年   | 209Bi(64Ni,n) |
| 274Rg  | 20毫秒   | [ 13 ] | α        | 2004年   | 278Nh(—,α)    |
| 278Rg  | 4.6毫秒  | [ 11 ] | α        | 2006年   | 282Nh(—,α)    |
| 279Rg  | 90毫秒   | [ 11 ] | α或SF    | 2003年   | 287Mc(—,2α)   |
| 280Rg  | 3.9秒    | [ 11 ] | α或ε     | 2003年   | 288Mc(—,2α)   |
| 281Rg  | 11秒     | [ 11 ] | SF或α    | 2010年   | 293Ts(—,3α)   |
| 282Rg  | 130秒    | [ 13 ] | α        | 2010年   | 294Ts(—,3α)   |
| 283Rg  | 5.1分钟  | [ 14 ] | SF       | 1999?年  | 283Cn(e−,νe)  |
| 286Rg  | 10.7分钟 | [ 14 ] | α        | 1998?年  | 290Fl(e−,νeα) |

目前已知的錀同位素共有7個，質量數分別為272、274和278-282。此外，錀还有2个未被确认的同位素，质量数分别为283及286。
錀的同位素全部都具有極高的放射性，半衰期極短，非常不穩定，且較重的同位素大多比較輕的同位素來的穩定。其中最長壽的同位素為錀-282，半衰期約130秒，也是目前發現最重的錀同位素。更重但未經證實的同位素錀-283和錀-286可能具有更長的半衰期，分別為5.1分鐘和10.7分鐘。除了錀-282外，其他壽命較長的同位素有錀-280和錀-281，半衰期分別為3.9秒和11秒，剩下4種較輕同位素的半衰期均以毫秒計。大多數錀同位素主要發生α衰變或自發裂變，但錀-280也有機率發生電子捕獲。

## 预测性质
合成錀的成本高昂，产量极小，且錀很不稳定，会迅速衰变。因此除了核性质以外，目前人们对錀元素的性质一无所知，只有理论预测。

### 物理性质
由于电子电荷密度的差异，虽然较轻的同族元素金、银、铜会形成面心立方晶系的晶体，但錀在室温下预测会形成体心立方晶系的晶体。錀的密度预测很高，达22.4–24.4 g/cm3；作为比较，目前已知密度最高的元素锇的密度为22.587 g/cm3。錀的原子半径预测约为114 pm。

### 化学性质
錀預計將是第7周期的第9個過渡金屬，屬於週期表中最重的11族元素，位於銅、銀、金的下面。錀的电离能、原子半径、离子半径预测与较轻的同族元素金相似，因此錀应该有11族元素的基本性质。不过，錀预测也有与其它11族元素不同的地方。
錀预测是惰性金属。Rg3+/Rg的标准电极电势为1.9 V，大于Au3+/Au的1.5 V。錀的第一电离能预测是1020 kJ/mol，与惰性气体氡的1037 kJ/mol相近；錀的第二电离能的预测值2070 kJ/mol则与银的第二电离能相同。从更轻的11族元素的最稳定氧化态推测，錀会有最稳定的+3氧化态，稳定的+5氧化态，以及不稳定的+1氧化态。錀(III)的性质预测与金(III)相似，但更稳定，且可以形成更多样的化合物。由於相對論效應，金能够在金化物，如金化铯中形成较穩定的−1氧化態，錀可能也能這樣做。不过，由于錀的电子亲和能预测只有1.57 eV（151 kJ/mol），明显低于金的2.31 eV（223 kJ/mol），因此含有錀(−1)的錀化物可能不稳定，甚至不存在。
第7周期的最后几个过渡金属的6d轨道因相对论效应和自旋-轨道作用而变得不稳定，导致6d轨道的电子能更好地参与成键，更易生成高氧化态。因此，錀的+5氧化态预测比金稳定。自旋-轨道作用使得有更多6d轨道电子参与成键的化合物更稳定，如RgF−
6预测比RgF−
4稳定，而RgF−
4又预测比RgF−
2稳定。RgF−
6的稳定性预测与AuF−
6相近，类似的银化合物AgF−
6尚未被发现，预测仅能保持自身不分解成AgF−
4与F2。同样地，Rg2F10预测和Au2F10一样，在室温下都是稳定的，而Ag2F10则预测会自发分解成Ag2F6与F2。七氟化金（AuF7）实际上是五氟化金的双氟配合物AuF5·F2，这种构型的能量要比真正的七氟化金(VII)低。不过，真正的七氟化錀(VII)这个构象的能量要比RgF5·F2低，因此RgF7预测会以真正的七氟化錀(VII)这个构象存在。它预测不稳定，在室温下会分解成Rg2F10与F2，并放出少许能量。錀(I)预测难以合成。金可与氰离子形成配合物Au(CN)−
2，錀预测也能与氰离子反应，形成类似的Rg(CN)−
2。
理论预测认为ns亚电子层的相对论效应会在錀达到最高峰，因此对錀化学性质的预测要比前两个元素——鿏和𫟼来得多。相对论效应将双原子分子RgH的Rg–H键键能翻倍，但自旋-轨道作用又把它削弱了0.7 eV（68 kJ/mol）。通式为AuX和RgX（X = F、Cl、Br、O、Au、Rg）的各种双原子分子也已有研究。Rg+预测是最软的金属离子，比Au+还软，不过目前对Rg+是酸还是碱这一方面还有争议。Rg+在水溶液中预测可以形成水合离子[Rg(H2O)2]+，其中Rg–O键长为207.1 pm。Rg+预测可与氨、磷化氢、硫化氢形成配合物。

## 实验化学
由于合成錀同位素的反应产率低，目前尚未有錀的化学实验。如果要对超重元素做化学实验，那么实验中需要产生至少四粒原子，该超重元素同位素的半衰期需超过一秒，且每星期需要产生至少一粒原子。虽然282Rg的半衰期长达130秒，能够用于化学实验，但通过实验研究錀的化学还有另一阻碍，那就是錀同位素的产率太低，无法让实验持续几个星期或几个月来得到有显著性差异的实验结果。由于更重的元素的产量会比更轻的元素低，若要研究錀的气相和溶液化学，必须一直分离和检测錀同位素，并允许用自动化系统实验。虽然理论预测认为ns亚电子层的相对论效应会在錀达到最高峰，吸引科学家对錀的兴趣，但錀的实验化学相较于更重的112号元素鿔至116号元素鉝，并没有受到太大关注。由鏌同位素288Mc和289Mc分别衰变产生的280Rg和281Rg有潜力用于化学实验。288Mc和289Mc分别衰变成280Rg和281Rg之前还会经过鉨同位素284Nh和285Nh，而这两个鉨同位素早已有初步的化学实验。